# Xavier Bougarel
Xavier Bougarel es un historiador francés e investigador del Centro de estudios turcos, otomanos, balcánicos y de Asia central de la Escuela de Estudios Avanzados en Ciencias Sociales y asociado del Centro Marc Bloch de Berlín.
Después de estudiar lengua y cultura alemanas en la Universidad de Burdeos III y en la Universidad Libre de Berlín, se matriculó en el Instituto de Estudios Políticos de París, donde se graduó en 1990. Enseñó francés en la Universidad de Belgrado de 1990 a 1992 y fue asociado del Centro de Estudios e Investigaciones Internacionales de París y del Centro Marc Bloch de Berlín de 1993 a 1996. Defendió su tesis doctoral en 1999, en la que abordó la relación entre el Islam y la política durante la guerra en Bosnia y Herzegovina. Ese mismo año, se convirtió en investigador en el Centro de Estudios Turcos, Otomanos, Balcánicos y de Asia Central de la Escuela de Estudios Avanzados en Ciencias Sociales de París. Desde septiembre de 2013 trabaja también en el Centro March Bloch. 
Su investigación se centra en tres temas distintos:
- El Islam en Europa sudoriental, con énfasis en la redefinición de la relación entre identidad religiosa e identidad nacional, la reanudación de los intercambios entre los musulmanes balcánicos y el resto del mundo musulmán, la diversificación e individualización de creencias y prácticas religiosas.
- La guerra y postguerra en el área de la ex Yugoslavia, con especial interés en la evolución de las relaciones intercomunitarias durante y después de la guerra, la movilización de milicias y la economía mafiosa vinculada a ellas, y los veteranos como grupo social nacido de la guerra.
- Más recientemente, la 13.ª división SS "Handschar" y, a través de este caso particular, la Segunda Guerra Mundial en el sudeste de Europa, por un lado, y el lugar de los combatientes musulmanes en los ejércitos europeos en el siglo XX, por otro. [1]